# Our Country's Good
Our Country's Good è un'opera teatrale della drammaturga britannica Timberlake Wertenbaker, tratto dal romanzo di Thomas Keneally The Playmaker. Il dramma è andato in scena per la prima volta il 10 settembre 1988 al Royal Court Theatre di Londra e ha vinto il Laurence Olivier Award alla migliore opera teatrale.

## Trama
Sydney Cove, 1789. In una colonia penale britannica in Australia il sottotenente Ralph Clark propone di indirizzare le energie dei detenuti in qualcosa di costruttivo e ritiene che la messa in scena di una commedia possa essere utile a tal proposito perché, oltre ad essere occupati nelle prove, i prigionieri potrebbero risentire degli influssi benefici della cultura. Nonostante le proteste degli ufficiali più conservatori, il capitano dà a Ralp il permesso di mettere in scena un testo ed il sottotenente sceglie la commedia di George Farquhar The Recruiting Officer.
Dopo aver fatto il casting, Ralph si rende conto della difficoltà della sua impresa: è quasi impossibile provare con il cast al completo, dato che alcuni sono ai lavori forzati, altri ai ceppi e altri troppo scossi dalle recenti frustate per potersi concentrare; a tutto ciò si somma il fatto che Liz Morden, interprete di uno dei ruoli principali, viene condannata a morte per aver rubato del pane e l'esecuzione è fissata per poco prima del debutto. Incoraggiata dal lavoro sulla scena, Liz trova la forza di dichiarare la propria innocenza e salvarsi dalla forca e, dopo mille difficoltà, la prima rappresentazione australiana di The Recruiting Officer ha inizio.